# Liste der Baudenkmäler in Fürth/O
Diese Liste ist eine Teilliste der Liste der Baudenkmäler in Fürth. Grundlage der Liste ist die Bayerische Denkmalliste, die auf Basis des bayerischen Denkmalschutzgesetzes vom 1. Oktober 1973 erstmals erstellt wurde und seither durch das Bayerische Landesamt für Denkmalpflege geführt und aktualisiert wird. Die folgenden Angaben ersetzen nicht die rechtsverbindliche Auskunft der Denkmalschutzbehörde.
Dieser Teil der Liste beschreibt die denkmalgeschützten Objekte in folgenden Straßen:
- Obere Fischerstraße
- Obstmarkt
- Ohmstraße
- Otto-Seeling-Promenade
- Ottostraße

## Obere Fischerstraße
| Lage                             | Objekt                                                       | Beschreibung | Akten-Nr.                | Bild                                                         |
| -------------------------------- | ------------------------------------------------------------ | --- | ------------------------ | ------------------------------------------------------------ |
| Obere Fischerstraße 1 (Standort) | Saalbau des Gasthofs „Grüner Baum“                           | Abgewinkelter, zweigeschossiger Sandsteinquaderbau mit Satteldach und Rundbogenfenstern, Rundbogenstil, von Friedrich Schmidt, 1847/48; Teil des Ensembles Altstadt. | D-5-63-000-1035 Wikidata | Saalbau des Gasthofs „Grüner Baum“                           |
| Obere Fischerstraße 2 (Standort) | Bürgerhaus                                                   | Dreigeschossiger, teilweise verputzter Sandsteinquaderbau mit Walmdach, 18. Jahrhundert, Wiederaufbau nach Brand von Johann Löhr und Jakob Rietheimer, 1841; Teil des Ensembles Altstadt. | D-5-63-000-1603 Wikidata | Bürgerhaus                                                   |
| Obere Fischerstraße 3 (Standort) | Wohnhaus in Ecklage                                          | Schmaler, dreiseitig freistehender und dreigeschossiger Satteldachbau mit Sandsteinerdgeschoss und teilweise vorkragenden, verschieferten Fachwerkobergeschossen, 18. Jahrhundert; Teil des Ensembles Altstadt. | D-5-63-000-1036 Wikidata | weitere Bilder                                               |
| Obere Fischerstraße 4 (Standort) | Mietshaus                                                    | Dreigeschossiger Mansarddachbau mit Sandsteinfassade und rustiziertem Erdgeschoss, Neurenaissance, von Adam Egerer, 1889; bauliche Gruppe mit Obere Fischerstraße 6; Teil des Ensembles Altstadt. | D-5-63-000-1037 Wikidata | Mietshaus                                                    |
| Obere Fischerstraße 5 (Standort) | Wohnhaus                                                     | Schmaler, viergeschossiger und traufseitiger Satteldachbau mit verschieferten Fachwerkobergeschossen, rückseitig zur Pfarrgasse zweigeschossig mit verschiefertem Obergeschoss und Zwerchhaus, 18. Jahrhundert; Teil des Ensembles Altstadt.                                                                           | D-5-63-000-1038 Wikidata | weitere Bilder                                               |
| Obere Fischerstraße 6 (Standort) | Mietshaus                                                    | Dreigeschossiger Mansarddachbau mit Sandsteinfassade und rustiziertem Erdgeschoss, Neurenaissance, von Adam Egerer, 1889; bauliche Gruppe mit Obere Fischerstraße 4; Teil des Ensembles Altstadt. | D-5-63-000-1039 Wikidata | Mietshaus                                                    |
| Obere Fischerstraße 7 (Standort) | Wohnhaus in Ecklage                                          | Zweigeschossiger Satteldachbau mit Sandsteinerdgeschoss und teils verschiefertem, teils verputztem Fachwerkobergeschoss und Giebelzwerchhaus, 18. Jahrhundert; rechtwinklig angeschlossener Anbau, zweigeschossiger Sandsteinquaderbau mit Satteldach, wohl erste Hälfte 19. Jahrhundert; Teil des Ensembles Altstadt. | D-5-63-000-1040 Wikidata | BW                                                           |
| Obere Fischerstraße 8 (Standort) | Gaststätte „Zur Stadt Venedig“ (früher „Zum Goldenen Anker“) | Dreigeschossiger, verputzter Eckbau mit Satteldach und schmalem, traufseitigem Anbau, im Kern um 1678, später aufgestockt; Teil des Ensembles Altstadt. | D-5-63-000-1041 Wikidata | Gaststätte „Zur Stadt Venedig“ (früher „Zum Goldenen Anker“) |

## Obstmarkt
| Lage                   | Objekt                  | Beschreibung | Akten-Nr.                | Bild                    |
| ---------------------- | ----------------------- | --- | ------------------------ | ----------------------- |
| Obstmarkt 1 (Standort) | Wohn- und Geschäftshaus | Viergeschossiger Mansarddachbau mit reich gegliederter Sandsteinfassade, polygonalem Turmerker und Zwerchhaus mit Ziergiebel, Neurenaissance, Ladenvorraum in barockisierenden Jugendstilformen, von Adam Egerer, 1901/02; Teil des Ensembles Altstadt. | D-5-63-000-1043 Wikidata | Wohn- und Geschäftshaus |

## Ohmstraße
| Lage                    | Objekt                   | Beschreibung | Akten-Nr.       | Bild |
| ----------------------- | ------------------------ | --- | --------------- | ---- |
| Ohmstraße 10 (Standort) | Umspannwerk und Wohnhaus | dreigeschossiger, massiver Walmdachbau, Erdgeschoss Sichtziegelsteinmauerwerk, Obergeschosse verputzt, Gerhard Ulrich, 1950–51 | D-5-63-000-2143 | BW   |

## Otto-Seeling-Promenade
| Lage                                                                               | Objekt                                                                                      | Beschreibung | Akten-Nr.                          | Bild                                                                                        |
| ---------------------------------------------------------------------------------- | ------------------------------------------------------------------------------------------- | --- | ---------------------------------- | ------------------------------------------------------------------------------------------- |
| Otto-Seeling-Promenade (Standort)                                                  | Stadtpark                                                                                   | Im Bereich zwischen Nürnberger Straße bzw. Otto-Seeling-Promenade im Süden und der Pegnitz im Norden, angelegt ab 1867, mehrfach umgestaltet und erweitert, 1910/11 von Stadtbaurat Otto Holzer und Garteninspektor Alfred Babée durch Einbeziehung des Friedhofs bei der Auferstehungskirche (siehe Nürnberger Straße 15) und 1951 durch Stadtgartendirektor Hans Schiller für die Gartenschau „Grünen und Blühen“, infolge der Pegnitzregulierung 1961 erweitert. | D-5-63-000-1326 Wikidata           | weitere Bilder                                                                              |
| Otto-Seeling-Promenade / Engelhardtstraße 20 (Standort)                            | Ehemalige Milchgaststätte, jetzt Stadtparkcafé                                              | Erdgeschossiger, breit gelagerter Putzbau mit Walmdach, Kunst am Bau und westlich bogenförmig angebauter, überdachter Terrasse, von Friedrich Hirsch, bez. 1951. | D-5-63-000-1326 zugehörig Wikidata | BW                                                                                          |
| Otto-Seeling-Promenade (Standort)                                                  | Ehemaliges Insektarium                                                                      | Kleine Holzkonstruktion über achteckigem Grundriss mit rundem, ausladendem Spitzdach mit Holzschindeleindeckung, von Hans Schiller, 1951; | D-5-63-000-1326 zugehörig Wikidata | BW                                                                                          |
| Otto-Seeling-Promenade (Standort)                                                  | Fontänenhof                                                                                 | Mit 17 kleinen Fontänen und einer Mittelfontäne, von Hans Schiller, 1951. | D-5-63-000-1326 zugehörig Wikidata | Fontänenhof                                                                                 |
| Otto-Seeling-Promenade (Standort)                                                  | Botanischer Schulgarten                                                                     | Mit zwei Sandsteinfiguren „Gieß-Mädle“ und Lesender Knabe (von Josef Köpf, um 1905, vom Dach des Berolzheimerianums hierher versetzt), von Hans Schiller, 1951; | D-5-63-000-1326 zugehörig Wikidata | weitere Bilder                                                                              |
| Otto-Seeling-Promenade (Standort)                                                  | Kriegerdenkmal für 1914/18                                                                  | Sandsteinobelisk mit Steinfigur eines stehenden, ein Kind schützenden Kriegers, von Georg Albertshofer, 1922, westlich neben der Auferstehungskirche. | D-5-63-000-1326 zugehörig Wikidata | weitere Bilder                                                                              |
| Otto-Seeling-Promenade (Standort)                                                  | Figurengruppe eines sitzenden, lesenden Hirtenknaben mit Schafen                            | Sandstein, von Leonhard Zeiher, 1912, am Westrand des Stadtparks. | D-5-63-000-1326 zugehörig Wikidata | BW                                                                                          |
| Otto-Seeling-Promenade (Standort)                                                  | Grabdenkmal Ullrich                                                                         | Sandsteinsockel mit teils verwitterter Fiale, neugotisch, von Joseph Otto Entres, 1830, westlich neben der Auferstehungskirche. | D-5-63-000-1326 zugehörig Wikidata | Grabdenkmal Ullrich                                                                         |
| Otto-Seeling-Promenade ()                                                          | Denkmal für den Schauspieler Fritz Bernet                                                   | Hoher Natursteinsockel mit Bronzebüste, von Philipp Siebenkäß, 1938, 1966 östlich des Fontänenhofs an der Hauptallee aufgestellt. | D-5-63-000-1326 zugehörig Wikidata | weitere Bilder                                                                              |
| Otto-Seeling-Promenade (Standort)                                                  | Grabdenkmal für sechs hier begrabene Krieger von 1870/71                                    | Hoher Sandsteinsockel mit Inschriftplatte, darauf sitzende Viktoria in Terrakotta, von Friedrich Friedreich, 1872, südlich der ehemaligen Milchgaststätte. | D-5-63-000-1326 zugehörig Wikidata | weitere Bilder                                                                              |
| Otto-Seeling-Promenade ()                                                          | Zwei Steinlöwen                                                                             | Sandstein, auf der modernen Terrassenmauer nördlich der Hauptallee, angeblich venezianisch, 17. Jahrhundert. | D-5-63-000-1326 zugehörig Wikidata | Zwei Steinlöwen                                                                             |
| Otto-Seeling-Promenade (Standort)                                                  | Gedenkstein mit Bronzereliefbildnis des Ehrenbürgers Dr. Wilhelm Königswarter               | Von Rudolf Maison, 1904, 1911 ans Westende der Hauptallee versetzt. | D-5-63-000-1326 zugehörig Wikidata | weitere Bilder                                                                              |
| Otto-Seeling-Promenade ()                                                          | Gedenkstein für den Königlichen Medizinalrat Dr. Fronmüller                                 | Kleiner Tuffsteinblock mit Inschrifttafel, 1910, beim Fontänenhof. | D-5-63-000-1326 zugehörig Wikidata |                                                                                             |
| Otto-Seeling-Promenade ()                                                          | Steinerne halbrunde Brüstung mit drei barocken Sandsteinfiguren (wohl Mars, Venus und Juno) | Vermutlich aus dem ehemaligen Billingschen Garten stammend, drittes Viertel 18. Jahrhundert, am Ostende der Hauptallee. | D-5-63-000-1326 zugehörig Wikidata | Steinerne halbrunde Brüstung mit drei barocken Sandsteinfiguren (wohl Mars, Venus und Juno) |
| Otto-Seeling-Promenade ()                                                          | Zwei Sandsteinreliefs                                                                       | Mit flötenspielendem Knaben mit Hund und stehendem Kind, neuklassizistisch, vor dem Gittertor an der Engelhardtstraße in die Parkmauer eingelassen, Anfang 20. Jahrhundert. | D-5-63-000-1326 zugehörig Wikidata |                                                                                             |
| Otto-Seeling-Promenade ()                                                          | Karl-Pfeiffer-Gedächtnisbank                                                                | Im Ostteil des Stadtparks, 1908. | D-5-63-000-1326 zugehörig Wikidata |                                                                                             |
| Otto-Seeling-Promenade ()                                                          | Putto mit Seemuschel                                                                        | Sandstein, zusammen mit zwei weiteren Sandsteinfiguren vor der Stadtgärtnerei aufgestellt, von Josef Köpf, bez. 1907. | D-5-63-000-1326 zugehörig Wikidata |                                                                                             |
| Otto-Seeling-Promenade 7 (Standort)                                                | Ehemalige Sanitätswache, jetzt Evangelisch-Lutherisches Pfarramt der Auferstehungskirche    | Freistehender, asymmetrischer Gruppenbau, zweigeschossiger traufseitiger Putzbau auf Sandsteinsockel mit Satteldach, erkerartiger Eingangsnische und südlich anschließendem Pavillon mit Mansardwalmdach, Dachgauben und Treppenturm an der Westseite, Heimatstil, von Josef Zizler, bez. 1911. | D-5-63-000-1044 Wikidata           | BW                                                                                          |
| Otto-Seeling-Promenade 22 (Standort)                                               | Mietshaus in Ecklage                                                                        | Viergeschossiger Satteldachbau mit Sandsteinfassade, rustiziertem Erdgeschoss und abgeschrägter Ecke, Neurenaissance, von Fritz Walter, 1891. | D-5-63-000-1045 Wikidata           | Mietshaus in Ecklage                                                                        |
| Otto-Seeling-Promenade 24 (Standort)                                               | Mietshaus                                                                                   | Viergeschossiger traufseitiger Satteldachbau mit Sandsteinfassade mit flachem Mittelrisalit, Neurenaissance mit klassizistischen Nachklängen, wohl von Wolfgang Müller, 1889; bauliche Gruppe mit Eckhaus Otto-Seeling-Promenade 26 und Sommerstraße 15. | D-5-63-000-1046 Wikidata           | Mietshaus                                                                                   |
| Otto-Seeling-Promenade 26 (Standort)                                               | Mietshaus in Ecklage, ehemals mit Gaststätte „Zum Stadtpark“                                | Viergeschossiger Satteldachbau mit Sandsteinfassade und abgeschrägter Ecke, Neurenaissance mit klassizistischen Nachklängen, von Wolfgang oder Georg Müller, 1888; bauliche Gruppe mit Otto-Seeling-Promenade 24 und Sommerstraße 15. | D-5-63-000-1320 Wikidata           | Mietshaus in Ecklage, ehemals mit Gaststätte „Zum Stadtpark“                                |
| Otto-Seeling-Promenade 28 / 30; Sommerstraße 16 / 18 / 20; Maistraße 13 (Standort) | Ehemaliges Fabrikgebäude in Ecklage                                                         | Zweiflügeliger, viergeschossiger Satteldachbau mit Sandsteinfassade, teilweise rustiziertem Erdgeschoss, Neurenaissance, von Moritz Haubrich, 1882, Aufstockung des Südflügels 1885, Aufstockung des Ostflügels von Fritz Walter, 1898; ehemaliges Fabrikgebäude im Hof, viergeschossiger Putzbau mit flachem Mansardgiebeldach und turmartigem Anbau, neuklassizistisch, in Jugendstilkartusche bez. 1914.                                                         | D-5-63-000-1321 Wikidata           | Ehemaliges Fabrikgebäude in Ecklage                                                         |
| Otto-Seeling-Promenade 33 (Standort)                                               | Stadtgärtnerei                                                                              | Villenartiger, erdgeschossiger und giebelständiger Putzbau mit Satteldach und Risaliten mit Fachwerkaufbauten und Walmdach, rückseitig mit breitem Fußwalm, Heimatstil, von Otto Holzer, 1905. | D-5-63-000-1327 Wikidata           | Stadtgärtnerei                                                                              |
| Otto-Seeling-Promenade 55 (Standort)                                               | Ehemaliger Mädchenhort                                                                      | Zweigeschossiger, kubischer Putzbau mit Walmdach und Sandstein-Rustikaportal am erhöhten Eingangsrisalit mit vorkragendem Walmdach, rückseitig mit Zwerchgiebel, historisierend, von Otto Holzer, bez. 1905. | D-5-63-000-1328 Wikidata           | Ehemaliger Mädchenhort                                                                      |

## Ottostraße
| Lage                                         | Objekt                                                 | Beschreibung | Akten-Nr.                | Bild                                                   |
| -------------------------------------------- | ------------------------------------------------------ | --- | ------------------------ | ------------------------------------------------------ |
| Ottostraße 1 (Standort)                      | Wohnhaus                                               | Zweigeschossiger Sandsteinquaderbau mit Satteldach und flachgiebeligem Mittelrisalit, spätklassizistisch, von Johann Söhnlein, 1876/77. | D-5-63-000-1047 Wikidata | Wohnhaus                                               |
| Ottostraße 3 (Standort)                      | Mietshaus                                              | Dreigeschossiger Mansarddachbau mit reich gegliederter Sandsteinfassade, rustiziertem Erdgeschoss, seitlichen Flachrisaliten und Zeltdachgauben, Neurenaissance, von Moritz Haubrich, 1883; Rückgebäude, Wohnhaus, dreigeschossiger Sandsteinbau mit Mansarddach, gleichzeitig, 1895 aufgestockt, 1933 umgebaut.                                         | D-5-63-000-1049 Wikidata | Mietshaus                                              |
| Ottostraße 5 (Standort)                      | Ehemaliges Altenwohnheim „Luisenheim“, jetzt Mietshaus | Viergeschossiger, traufseitiger Satteldachbau mit reich dekorierter Sandsteinfassade Lisenengliederung, breitem Eisenbalkon über Mittelerker, seitlichen polygonalen Flacherkern und geschweiftem Zwerchgiebel, im barockisierenden Jugendstil, von Adam Egerer, 1908/09; Rückgebäude, Wohnhaus, dreigeschossiger Putzbau mit Mansarddach, gleichzeitig. | D-5-63-000-1050 Wikidata | Ehemaliges Altenwohnheim „Luisenheim“, jetzt Mietshaus |
| Ottostraße 6 (Standort)                      | Mietshaus                                              | Dreigeschossiger, traufseitiger Satteldachbau mit reich gegliederter Sandsteinfassade, Konsoltraufgesims und Neurenaissance-Ladenfront, spätklassizistisch, von Johann Christoph Kißkalt, 1879/80. | D-5-63-000-1051 Wikidata | Mietshaus                                              |
| Ottostraße 7 (Standort)                      | Mietshaus                                              | Viergeschossiger traufseitiger Satteldachbau mit reich gegliederter Sandsteinfassade und zwei Polygonalerkern mit Eisenbalkonbrüstung und vorgeblendetem Ädikulamotiv, Neurenaissance, von Adam Egerer, 1893/94. | D-5-63-000-1052 Wikidata | Mietshaus                                              |
| Ottostraße 8 (Standort)                      | Wohnhaus                                               | Dreigeschossiger traufseitiger Satteldachbau mit Sandsteinfassade, spätklassizistisch, von Simon Gieß, 1871; bauliche Gruppe mit Marienstraße 10 / 12 / 14. | D-5-63-000-1053 Wikidata | Wohnhaus                                               |
| Ottostraße 9 (Standort)                      | Mietshaus                                              | Dreigeschossiger traufseitiger Satteldachbau mit Sandsteinfassade und Konsoltraufgesims, frühe Neurenaissance, von Baumeister Krämer (wohl Wilhelm Krämer), 1876. | D-5-63-000-1054 Wikidata | Mietshaus                                              |
| Ottostraße 10 (Standort)                     |                                                        | Mietshaus, dreigeschossiger traufseitiger Satteldachbau mit Sandsteinfassade, spätklassizistisch, von Konrad Weber, 1874. | D-5-63-000-1055 Wikidata | BW                                                     |
| Ottostraße 10a (Standort)                    | Mietshaus                                              | Dreigeschossiger Mansarddachbau mit Sandsteinfassade und rustiziertem Erdgeschoss, Neurenaissance, 1898/99. | D-5-63-000-1056 Wikidata | Mietshaus                                              |
| Ottostraße 11 (Standort)                     | Mietshaus in Ecklage                                   | Dreigeschossiger Satteldachbau mit Sandsteinfassade, Flachgiebel an der abgeschrägten Ecke, Sohlbankgesimsen und Stichbogenfenster, spätklassizistisch, von Johann Gran, 1869/70; bauliche Gruppe mit Ottostraße 13 und Marienstraße 9. | D-5-63-000-1057 Wikidata | Mietshaus in Ecklage                                   |
| Ottostraße 12 (Standort)                     | Wohnhaus                                               | Dreigeschossiger traufseitiger Satteldachbau mit Sandsteinfassade und Sohlbankgesimsen, spätklassizistisch, von Johann Christoph Kißkalt, 1875; bauliche Gruppe mit Ottostraße 14 / 16 / 18. | D-5-63-000-1058 Wikidata | Wohnhaus                                               |
| Ottostraße 13 (Standort)                     | Mietshaus                                              | Dreigeschossiger traufseitiger Satteldachbau mit Sandsteinfassade, Stichbogenfenstern und Konsoltraufgesims, spätklassizistisch, von Johann Gran, 1867/68; bauliche Gruppe mit Ottostraße 11 und Marienstraße 9. | D-5-63-000-1059 Wikidata | Mietshaus                                              |
| Ottostraße 14 (Standort)                     | Wohnhaus                                               | Dreigeschossiger traufseitiger Satteldachbau mit Sandsteinfassade und Sohlbankgesimsen, spätklassizistisch, von Johann Christoph Kißkalt, 1875; bauliche Gruppe mit Ottostraße 12 / 16 / 18. | D-5-63-000-1060          | Wohnhaus                                               |
| Ottostraße 15 (Standort)                     | Mietshaus                                              | Dreigeschossiger traufseitiger Satteldachbau mit Sandsteinfassade und Sohlbankgesimsen, spätklassizistisch, von Melchior Horneber, 1875. | D-5-63-000-1061 Wikidata | Mietshaus                                              |
| Ottostraße 16 (Standort)                     | Wohnhaus                                               | Dreigeschossiger traufseitiger Satteldachbau mit Sandsteinfassade und Sohlbankgesimsen, spätklassizistisch, von Johann Christoph Kißkalt, 1875; bauliche Gruppe mit Ottostraße 12 / 14 / 18. | D-5-63-000-1062          | Wohnhaus                                               |
| Ottostraße 17 (Standort)                     | Mietshaus                                              | Viergeschossiger traufseitiger Satteldachbau mit Sandsteinfassade, rustiziertem Erdgeschoss und breitem, zu einem Vollgeschoss erweitertem Zwerchhaus mit aufgesetzter Balustrade, Neurenaissance, 1901. | D-5-63-000-1063 Wikidata | Mietshaus                                              |
| Ottostraße 18 (Standort)                     | Wohnhaus                                               | Dreigeschossiger traufseitiger Satteldachbau mit Sandsteinfassade und Sohlbankgesimsen, spätklassizistisch, von Johann Christoph Kißkalt, 1876; bauliche Gruppe mit Ottostraße 12 / 14 / 16. | D-5-63-000-1064 Wikidata | Wohnhaus                                               |
| Ottostraße 19 (Standort)                     | Mietshaus                                              | Viergeschossiger traufseitiger Satteldachbau mit stark vereinfachter Sandsteinfassade und rustiziertem Erdgeschoss, Neurenaissance, von Heinrich Walz, 1902/03; bauliche Gruppe mit Ottostraße 21 / 23. | D-5-63-000-1065 Wikidata | Mietshaus                                              |
| Ottostraße 20 (Standort)                     | Mietshaus in Ecklage                                   | Dreigeschossiger Satteldachbau mit Sandsteinfassade, zwei Zwerchhäusern mit Ziergiebeln, Flachgiebel und Gusseisenbalkon an der abgeschrägten Ecke, Neurenaissance, von J. Adelung, 1879. | D-5-63-000-1066 Wikidata | Mietshaus in Ecklage                                   |
| Ottostraße 21 / 23 (Standort)                | Mietshausgruppe                                        | Viergeschossige traufseitige Satteldachbauten mit reich gegliederten Sandsteinfassaden und rustizierten Erdgeschossen, Neurenaissance, von Heinrich Walz, 1902/03; bauliche Gruppe mit Ottostraße 19. | D-5-63-000-1067 Wikidata | Mietshausgruppe                                        |
| Ottostraße 25 (Standort)                     | Mietshaus in Ecklage                                   | Viergeschossiger Satteldachbau mit reich dekorierter Sandsteinfassade, rustiziertem Erdgeschoss und zwei Flacherkern, Neurenaissance, von Georg Müller, 1902/03; bauliche Gruppe mit Theresienstraße 4 / 6 / 8 / 10. | D-5-63-000-1068 Wikidata | Mietshaus in Ecklage                                   |
| Ottostraße 27 / Theresienstraße 9 (Standort) | Ehemaliges Verwaltungsgebäude der Stadtwerke Fürth     | Zweiteiliger Gruppenbau in Ecklage, zwei- und dreigeschossige Putzbauten mit Sandsteingliederungen, Walmdächern, Dachgauben, Zwerchhäusern und -giebeln sowie eingestelltem Treppenturm, neuklassizistisch, von Josef Zizler, 1913/14. | D-5-63-000-1069 Wikidata | Ehemaliges Verwaltungsgebäude der Stadtwerke Fürth     |